# 美國恐怖故事：瘋人院
《美國恐怖故事：瘋人院》（英語：American Horror Story: Asylum）是《美國恐怖故事》第二季，由FX有線電視網於2012年推出。

## 演員
| 主要人物                        |                                                       | |
| 演員                            | 角色                                                  | 備註 |
| 沙查·昆圖 Zachary Quinto        | 奧利佛·崔德森 Dr. Oliver Thredson                     | 道貌岸然的心理醫生。 |
| 約瑟夫·范恩斯 Joseph Fiennes    | 提摩西·霍華 Monsignor Timothy Howard                  | 「荊棘崖」主教。 |
| 莎拉·保羅森 Sarah Paulson       | 拉娜·溫特斯 Lana Winters                              | 報社記者，女同性戀。 |
| 伊凡·彼得斯 Evan Peters         | 基特·沃克 Kit Walker                                  | 白人青年，加油站員工，遭指控連續殺人。                                                                                      |
| 莉莉·拉貝 Lily Rabe             | 瑪莉·尤妮絲·麥基 Sister Mary Eunice McKee             | 修女，純真無瑕，懼怕茱德。                                                                                                  |
| 麗茲·布羅歇蕾 Lizzie Brocheré   | 葛蕾絲·伯特蘭 Grace Bertrand                          | 病患之一，因殺害其繼父母而入院。                                                                                            |
| 詹姆斯·克倫威爾 James Cromwell  | 亞瑟·亞登 Dr. Arthur Arden                            | 「荊棘崖」肺結核病房主治醫師，身高二米。                                                                                    |
| 潔西卡·蘭芝 Jessica Lange       | 茱德修女／茱蒂·馬汀 Sister Jude ⁄ Judy Martin         | 「荊棘崖」大修女，掌管一切院務。                                                                                            |
| 特別客串                        |                                                       | |
| 演員                            | 角色                                                  | 備註 |
| 克蘿伊·塞凡妮 Chloë Sevigny     | 雪莉 Shelly                                           | 病患之一，具有性成癮症。 |
| 伊恩·麥克夏恩 Ian McShane       | 李·艾默生 Leigh Emerson                               | 病患之一，曾於聖誕節時在監獄遭到性侵，留下極大陰影。具有暴力攻擊傾向。 出獄後，又因犯下數起連續殺人案，而被關入「荊棘崖」。 |
| 相關角色                        |                                                       | |
| 演員                            | 角色                                                  | 備註 |
| 娜歐蜜·葛羅斯曼 Naomi Grossman  | 小胡椒 Pepper                                         | 小頭症患者，因姊夫嫁禍加上外貌原罪而入院。                                                                                  |
| 弗雷里克·萊內 Fredric Lehne     | 法蘭克·麥肯 Frank McCann                              | 「荊棘崖」院警。 |
| 可麗·杜娃 Clea DuVall           | 溫蒂·佩瑟 Wendy Peyser                                | 拉娜的戀人，小學教師，害怕女同傾向遭到張揚。                                                                                |
| 布里妮·歐德福特 Britne Oldford  | 艾爾瑪·沃克 Alma Walker                               | 基特之妻，黑人。 |
| 珍娜·戴溫 Jenna Dewan-Tatum     | 泰蕾莎·莫瑞森 Teresa Morrison                         | 到「荊棘崖」進行恐怖蜜月的新婚夫妻。                                                                                        |
| 迪倫·麥狄蒙 Dylan McDermott     | 約翰尼·摩根 Johnny Morgan                             | 血臉殺手的兒子。 |
| 法蘭西絲·康諾 Frances Conroy    | 「死亡天使」莎卡 Shachath: The Angel of Death         | 同義詞為「死神」，一身黑，以親吻奪走生人最後的氣息時會展開雙翼。 只有瀕死者能看到其身形。                                   |
| 亞當·李維 Adam Levine           | 里歐·莫瑞森 Leo Morrison                              | 到「荊棘崖」進行恐怖蜜月的新婚夫妻，慘遭斷手。                                                                              |
| 馬克·恩格爾哈特 Mark Engelhardt | 卡爾 Carl                                             | 「荊棘崖」醫療人員。 |
| 芭芭拉·塔巴克 Barbara Tarbuck   | 克勞蒂雅大修女 Mother Superior Claudia                | 服務於當地教廷，茱德的傾訴對象。                                                                                            |
| 馬克·康索羅斯 Mark Consuelos    | 史派維 Spivey                                         | 患者之一，具有露下體前科。                                                                                                  |
| 馬克·馬戈里斯 Mark Margolis     | 山姆·古德文 Sam Goodwin                               | 私家調查員，來自以色列。受到茱德請託，調查有關亞瑟醫生的過去。                                                              |
| 法蘭卡·波坦特 Franka Potente    | 安妮·法蘭克／夏洛特·布朗 Anne Frank / Charlotte Brown | 平凡家庭主婦，疑罹患產後憂鬱症，將自己框進納粹集中營的受害女性角色中。 卻也是揭開「荊棘崖」背後的殘暴惡行的轉捩點之一。     |

## 迴響

### 評價
《美國恐怖故事》第二季《瘋人院》獲得了正面好評。爛番茄給出了84％的新鮮度，7.27/10分。
| 《{{{title}}}》（2012–13年）：烂番茄追踪到的所有评论家的评论中，正面评论占比 |                                                              |
|                                                                              | 由于已知的技术原因，图表暂时不可用。带来不便，我们深表歉意。 |

### 獎項和提名
在第二季中，該系列獲得89項提名，其中28項獲獎。
- 第65屆黃金時段艾美獎
  - 最佳迷你劇集/電視電影/特別節目音效剪輯
  - 迷你劇集/電視電影最佳男配角：詹姆斯·克倫威爾
  - 提名—迷你劇集/電視電影/特別節目最佳藝術指導
  - 提名—最佳迷你劇集/電視電影/特別節目服裝
  - 提名—最佳迷你劇集/電視電影/特別節目髮型
  - 提名—最佳片頭設計
  - 提名—最佳迷你劇集/電視電影/特別節目化妝（非整形/假肢）
  - 提名—最佳電視劇/迷你劇集/電視電影/特別節目化妝（整形/假肢）
  - 提名—最佳單攝像機迷你劇集/電視電影混音
  - 提名—迷你劇集/電視電影/特別節目最佳藝術指導
  - 提名—最佳迷你劇集/電視電影攝影
  - 提名—迷你劇集/電視電影/特別節目最佳選角
  - 提名—迷你劇集/電視電影最佳女主角：潔西卡·蘭芝
  - 提名—迷你劇集/電視電影最佳男配角：Zachary Quinto
  - 提名—迷你劇集/電視電影最佳女配角：Sarah Paulson
  - 提名—最佳單攝像機迷你劇集/電視電影/特別節目圖像剪輯
  - 提名—最佳迷你劇集/電視電影
- 2012年美國電影學會獎
  - 年度十佳影集
- 第70屆金球獎
  - 提名—最佳連續短劇與電視電影女主角：潔西卡·蘭芝
- 第19屆美國演員工會獎
  - 提名—戲劇類最佳女主角：潔西卡·蘭芝

## 外部連結
- 官方网站
- 《American Horror Story》各集列表 来自互联网电影数据库
- List of American Horror Story episodes （页面存档备份，存于） at TV.com
- 豆瓣电影上《美國恐怖故事：瘋人院》的資料 （简体中文）